# Бемизьке сільське поселення
Беми́зьке сільське поселення (рос. Бемыжское сельское поселенние) — муніципальне утворення у складі Кізнерського району Удмуртії, Росія. Адміністративний центр та єдиний населений пункт — село Бемиж.
Населення становить 598 осіб (2019, 662 у 2010, 809 у 2002).

## Господарство
В поселенні діють школа, садочок, дільнича лікарня, будинок культури, бібліотека. Серед підприємств працюють фермерство, пекарня пилорама та 3 магазини.